# Abolición de los señoríos en España
La abolición de los señoríos o abolición del régimen señorial en España fue un proceso histórico realizado a lo largo de la primera mitad del siglo XIX, desde que se aprobó por primera vez en las Cortes de Cádiz el 18 de marzo de 1812 hasta su definitiva puesta en vigor el 26 de agosto de 1837. La revolución liberal española iniciada en 1808 consideraba a los señoríos como uno de los símbolos del «régimen feudal» a suprimir, invocando precedentes en las quejas seculares de procuradores en Cortes contra sus excesos, entendiendo que habían sido otorgados con daño al pueblo llano y en detrimento de los derechos de la Corona. También era evidente que pretendía seguirse (si bien con una voluntad más reformista que revolucionaria) el ejemplo de la «abolición del feudalismo»  que decretó la Asamblea Nacional francesa el 4 de agosto de 1789.
De esos planteamientos surgieron tanto la necesidad de la desamortización (iniciada ya con el despotismo ilustrado del siglo XVIII, pero que no se generalizó hasta el Decreto Mendizábal de 19 de febrero de 1836 —para las propiedades eclesiásticas—, y la Ley Madoz de 1 de mayo de 1855 —de Desamortización general, que afectó al resto de bienes «de manos muertas» y particularmente a los bienes comunales y «de propios» de los ayuntamientos—) como la de la desvinculación de las propiedades nobiliarias (eliminación de la institución del mayorazgo con el Real Decreto de 11 de septiembre de 1820 —convertida en Ley desvinculadora el 11 de octubre del mismo año—) y de la supresión de los señoríos (en dos textos legislativos, que hubo que reiterar debido a la supresión del primero por la restauración del absolutismo por Fernando VII).
No obstante, existen, todavía en la actualidad señoríos nobiliarios, no jurisdiccionales y con mera consideración de títulos del Reino: el de la Casa de Lazcano y el de la Casa de Rubianes, con grandeza de España; el de Alconchel, la Higuera de Vargas, el de Sonseca, el de Balaguer (vinculado a la princesa de Gerona), el de Molina y de Vizcaya (pertenecientes ambos históricamente a la Corona española) y los del Solar de Tejada y el Solar de Valdeosera (ambos señoríos de divisa).

## Decreto del 6 de agosto de 1811 de las Cortes de Cádiz
Del 4 de junio al 1 de julio de 1811, se estuvo debatiendo en las sesiones de Cortes (aunque ya se había estado planteando antes) la abolición de los señoríos, que finalmente fue aprobada. El decreto abolía los señoríos convirtiéndolos en simple propiedad privada, así como el vasallaje y las prestaciones personales al señor (sernas y otros derechos feudales).
El decreto de las Cortes de Cádiz suponía la incorporación a «la nación» de los señoríos jurisdiccionales de cualquier clase y condición, pasando a ser competencia pública el nombramiento de todos los justicias y demás funcionarios públicos. Abolían los dictados de vasallo y vasallaje y las prestaciones, así reales como personales, que debían su origen al título excepcional, a excepción de los que procedan de contrato libre en uso del derecho de propiedad.
En los artículos 5 y 6 del Decreto se determinaba que los señoríos territoriales quedaban bajo el derecho de propiedad particular, salvo aquellos que por su naturaleza debían incorporarse a la nación o los que no habían cumplido las condiciones en que se concedieron; y por lo mismo los contratos, pactos o convenios que se habían hecho en razón de aprovechamiento, arriendos de terrenos, censos u otros de esta especie celebrados entre los llamados señores y vasallos se debían considerar como contratos de particular a particular. Es decir, se respetaban los señoríos territoriales o de simple dominio particular.

Artículos del Decreto de 6 de agosto de 1811
1º Desde ahora quedan incorporados á la Nación todos los señoríos jurisdiccionales de cualquiera clase y condición que sean.
2º Se procederá al nombramiento de todas las justicias y demás funcionarios públicos por el mismo orden y según se verifica en los pueblos de realengo.
3º Los Corregidores, Alcaldes mayores y demás empleados comprendidos en el artículo anterior, cesarán desde la publicación de este decreto, a excepción de los Ayuntamientos y Alcaldes ordinarios que permanecerán hasta fin del presente año.
4º Quedan abolidos los dictados de vasallo y vasallage y sus prestaciones, así R[eale]s como personales, que deban su origen á título jurisdiccional, á excepción de las que procedan de contrato libre en uso del sagrado derecho de propiedad.
5º Los señoríos territoriales y solariegos quedan desde ahora en la clase de los demás derechos de propiedad particular, sino son de aquellos que por su naturaleza deben incorporarse á la nación, ó de los en que no se hayan cumplido las condiciones con que se
concedieron, lo que resultará de los títulos de adquisición.
6º Por lo mismo, los contratos, pactos, ó combenios que se hayan hecho en razón de aprovechamientos, arriendos de terrenos, censos, u otros de esta especie, celebrados entre los llamados señores y vasallos, se deberán considerar, desde ahora como contratos de particular á particular.
7º Quedan abolidos los privilegios llamados exclusivos, privativos y prohivitivos que tengan el mismo origen de señorío, como son los de la caza, pesca, ornos, molinos, aprovechamientos de aguas, montes y demás, quedando al libre uso de los Pueblos, con arreglo al derecho común, y a las reglas municipales establecidas en cada Pueblo; sin que por esto los dueños se entiendan privados del uso que como particulares puedan hacer de los ornos, molinos y demás fincas de este especie, ni de los aprovechamientos comunes de aguas, pastos y demás, á que en el mismo concepto puedan tener derecho en razón de vecindad.

## Decreto de 12 de octubre de 1820
Las Cortes aprobaron el 27 de septiembre de 1820 un decreto de supresión de todos los mayorazgos. Fue firmado por Fernando VII el 12 de octubre de ese año y fue publicado por la Gaceta del Gobierno en un suplemento extraordinario el viernes día 20 de octubre de 1820.

Artículos del Decreto de 12 de octubre de 1820
Art. 1. Quedan suprimidos todos los mayorazgos, fideicomisos, patronatos, y cualquiera otra especie de vinculaciones de bienes raíces, muebles, semovientes, censos, juros, foros o de cualquiera otra naturaleza, los cuales se restituyen desde ahora a la clase de absolutamente libres.
2º. Los poseedores actuales de las vinculaciones suprimidas en el artículo anterior podrán desde luego disponer libremente como propios de la mitad de los bienes en que aquellas consistieren; y después de su muerte pasará la otra mitad al que debía suceder inmediatamente en el mayorazgo, si subsistiese, para que pueda también disponer de ella libremente como dueño. Esta mitad que se reserva el sucesor inmediato no será nunca responsable a las deudas contraídas o que se contraigan por el poseedor actual.
14. Nadie podrá en lo sucesivo, aunque sea por vía de mejora, ni por otro título ni pretexto, fundar mayorazgo, fideicomiso, patronato, capellanía, obra pía, ni vinculación alguna sobre ninguna clase de bienes o derechos, ni prohibir directa o indirectamente su
enajenación. Tampoco podrá nadie vincular acciones sobre bancos u otros fondos extranjeros.
15. Las iglesias, monasterios, conventos y cualesquiera comunidades eclesiásticas, así seculares como regulares, los hospitales, hospicios, casas de misericordia y de enseñanza, las cofradías, hermandades, encomiendas y cualesquiera otros establecimientos permanentes, sean eclesiásticos o laicales, conocidos con el nombre de manos muertas, no pueden desde ahora en adelante adquirir bienes algunos raíces o inmuebles en provincia alguna de la Monarquía, ni por testamento ni por donación, compra, permuta, ni por otro título alguno.”
Gaceta del Gobierno, 20 de octubre de 1820.

## La Ley de 3 de mayo de 1823 del Trienio Liberal
La vuelta de Fernando VII significó negar toda legitimidad a la legislación liberal, no solo en cuanto al decreto de abolición de señoríos, sino de la misma Constitución de 1812. La restauración de la Constitución durante el Trienio liberal trajo consigo la renovación del interés por la supresión de los señoríos, retomado por la nueva ley de 3 de mayo de 1823, que no llegó a tener desarrollo porque ese mismo año la intervención de las potencias europeas a través de la expedición militar de los Cien Mil Hijos de San Luis repuso a Fernando VII como rey absoluto. 

Artículos de la Ley de 3 de mayo de 1823
1º Para evitar dudas en la inteligencia del Decreto de las Cortes generales extraordinarias de 6 de agosto de 1811, se declara que por él quedaron abolidas todas prestaciones reales y personales y las regalías y derechos anejos inherentes y que deben su origen a título jurisdiccional o feudal, no teniendo por lo mismo los antes llamados señores acción alguna para exigirlas, ni los pueblos obligación de pagarlas.
(...)
5º Mientras que por sentencia que cause ejecutoria no se declare que los señoríos territoriales y solariegos no son de los incorporables a la Nación, y que se han cumplido en ellos las condiciones con que fueron concedidos, los pueblos que antes pertenecieron a estos señoríos, no están obligados a pagar cosa alguna en su razón a los antiguos señores; pero si éstos quisieren presentar sus títulos, deberán los pueblos dar fianzas seguras de que pagarán puntualmente todo lo que hayan dejado de satisfacer y corresponda, según el art. 3º de este Decreto, si se determinase contra ellos el juicio; y de ningún modo perturbarán a los señores en la posesión y disfrute de los terrenos y fincas que hasta ahora les hayan pertenecido como propiedades particulares, si no en los casos y por los medios que ordenan las leyes; entendiéndose todo sin perjuicio de los derechos que competan a la Nación, acerca de la incorporación o reversión de dichos señoríos territoriales. Sin embargo, se declara que si a algunos de los expresados señoríos perteneciera a algún foro o enfiteusis que se haya subforado o vuelto a establecer por el primer poseedor del dominio útil, sólo éste será el obligado a usar la fianza prescrita en este artículo, para satisfacer a su tiempo lo que corresponda al señor del dominio directo, según lo que resulte del juicio; pero tendrá
derecho a exigir las pensiones contratadas del subforatario, o del segundo poseedor del dominio útil, y éstos de los demás a quienes haya vuelto a traspasar el propio dominio.
6º Cuando en vista de los títulos de adquisiciones declare que deben considerarse como propiedad particular de los antiguos señores, los señoríos territoriales y solariegos, los contratos expresados en dicho art. 3º se ajustarán enteramente en lo sucesivo a las reglas
del derecho común, como celebrados entre particulares, sin fuero especial ni privilegio alguno.
7º Por consiguiente, en los enfiteusis de señorío que hayan de subsistir en virtud de la declaración judicial expresada, se declara por punto general, mientras se arreglan de una manera uniforme estos contratos en el Código civil, que la cuota que con el nombre de
laudemio, luismo u otro equivalente, se debe pagar al señor del dominio directo, siempre que se enajene la finca infeudada, no ha de exceder de la cincuentena, o sea el dos por ciento del valor líquido de la misma finca, con arreglo a las leyes del Reino; ni los
poseedores del dominio útil tendrán obligación a satisfacer mayor laudemio en adelante, cualesquiera que sean los usos o establecimientos en contrario. Tampoco la tendrán de pagar cosa alguna en lo sucesivo por razón de fadiga o derecho de tanteo, y este derecho
será recíproco en adelante para los poseedores de uno y otro dominio, los cuales deberán avisarse dentro del término prescrito por la ley, siempre que cualquiera de ellos enajene el dominio que tiene; pero ni uno ni otro podrán nunca ceder dicho derecho a otra persona.
8º Lo que queda prevenido no se entiende con respecto a los cánones o pensiones anuales, que según los contratos existentes, se pagan por los foros u subforos de dominio particular; ni a los que se satisfacen con arreglo a los mismos contratos por reconocimiento del dominio directo, o por laudemio en los enfiteusis puramente alodiales; pero cesarán para siempre donde subsistan las prestaciones conocidas con los nombres de terratge, quistia, fogatge, jova, llosol, tragi, acapte, lleuda, peage, ral de batlle, dinerillo, cena de ausencia y de presencia, castillería, tirage, barcage, y cualquier otra de igual naturaleza, sin perjuicio de que si algún perceptor de estas prestaciones pretendiere y probare que tienen su origen de contrato, y que le pertenecen por dominio puramente alodial, se le mantenga en
su actual posesión, no entendiéndose por contrato primitivo las concordias con que dichas prestaciones se hayan subrogado en lugar de otras feudales anteriores, de la misma o de distinta naturaleza.
9º Así los laudemios como las pensiones y cualesquiera otras prestaciones de dinero o frutos que deban subsistir en los enfiteusis referidos, sean de señorío o alodiales, se podrán redimir como cualesquiera censos perpetuos bajo las reglas prescritas en los artículos 4.º, 5.º, 6.º, 7.º, 8.º y 12 de la Real cédula de 17 de enero de 1805 (ley 24, título XV, libro X de la Novísima Recopilación); pero con la circunstancia de que la redención se podrá ejecutar por terceras partes a voluntad del enfiteuta, y que se ha de hacer en dinero o como
concierten entre si los interesados, entregándose al dueño el capital redimido, o dejándolo a su libre disposición.

## La abolición definitiva del régimen señorial en 1837
Nuevamente, un gobierno liberal, en 1837, durante la regencia de María Cristina de Borbón, ⁣abolió definitivamente los señoríos, junto con otras medidas en el mismo sentido, como la supresión del mayorazgo y la desamortización.
La abolición del régimen señorial no significó (como había ocurrido durante la Revolución francesa con el histórico decreto de abolición del feudalismo de 4 de agosto de 1789) una revolución social que diera la propiedad a los campesinos. Para el caso de los señores laicos, la confusa distinción entre señoríos solariegos y jurisdiccionales, de origen remotísimo e imposible comprobación de títulos, terminó llevando a un masivo reconocimiento judicial de la propiedad plena a los antiguos señores, que únicamente vieron alterada su situación jurídica y quedaron desprotegidos ante el mercado libre por la desaparición de la institución del mayorazgo, es decir, que quedaban libres para vender o legar a su voluntad, pero también expuestos a perder su propiedad en caso de contraer deudas.
| Realengo Señoríos nobiliarios Señoríos eclesiásticos | Señoríos de las órdenes militares Nuevas Poblaciones. |

Señoríos en Andalucía en el.

La diferenciación entre el «señorío jurisdiccional» y el «señorío territorial» fue vital, por lo que se dejó en manos de los tribunales de justicia la determinación de en qué casos los antiguos señores podían conservar su dominio eminente al ser declarado «señorío territorial» y convertirlo en plena propiedad, tal como se entiende en el sistema capitalista. En el feudalismo o régimen señorial, el concepto de propiedad sería anacrónico, pues todos (señores y campesinos) compartían algún tipo de derecho sobre la tierra.
En España no se realizó una revolución campesina como la que en Francia quemó castillos y archivos señoriales, desposeyendo a la nobleza de sus propiedades (o incluso conduciéndola a la guillotina o el exilio). La nueva clase dominante en el campo español bajo el régimen liberal estaba compuesta por las familias aristocráticas tradicionales que consiguieron conservar un patrimonio ya no protegido por el mayorazgo, aliadas a una burguesía emergente dispuesta a invertir en la Desamortización, representadas políticamente por el partido liberal moderado.
En la mitad norte de España, los campesinos consiguieron asentarse como propietarios de pequeñas explotaciones minifundistas (a veces mayores, como en Cataluña); en la mitad sur, fueron sobre todo grandes masas de jornaleros trabajando en los latifundios.